# モザンビークの国章
モザンビークの国章（モザンビークのこくしょう）は1990年にモザンビーク共和国憲法第194条で定められたモザンビーク共和国の国章。

## 意匠
モザンビーク共和国憲法第194条ではこの国章の意匠と意味について規定している。国章はトウモロコシとサトウキビで作られたリースに縁取られた歯車が描かれている。中央には赤い太陽と緑で描かれたモザンビークの地図、青い波、AK-47（カラシニコフ自動小銃）と鍬が本の上にクロスされた図案が描かれており、リースには国名(República de Moçambique)が記されたリボンが結ばれている。
トウモロコシとサトウキビは農業の富を、歯車は労働と工業を、本は教育、鍬は「小作人と農業生産物」を、AK-47は「防衛と警戒」を表している。赤い星は1982年までの旧国章では社会主義を表すとされていたが、現在のモザンビーク憲法においては「モザンビーク人民の国際的な連帯を象徴する」と明記されている。赤い太陽は新しい生命の創造を象徴している。

## これまでの国章

19世紀以前のポルトガル領モザンビーク島の紋章
1930年代のポルトガル領東アフリカの紋章
1935年5月8日から1951年6月11日までのポルトガル領東アフリカの紋章
1951年6月11日から1975年6月25日までのポルトガル領東アフリカの紋章
1951年6月11日から1975年6月25日まで小紋章
1975年から1982年までのモザンビークの紋章
1982年から1990年までのモザンビークの紋章